# Борисовка (Шаранский район)
Борисовка (баш. Борисовка) — деревня в Шаранском районе Республики Башкортостан Российской Федерации. Входит в состав Мичуринского сельсовета.

## География

### Географическое положение
Находится в северо-восточной части района. Расстояние до:
- районного центра (Шаран): 33 км,
- центра сельсовета (Мичуринск): 15 км,
- ближайшей ж/д станции (Туймазы): 75 км.

## История
По воспоминаниям В. Т. Алексеевой, деревня основана в 1907 году. Её основал юмашевец Н. Т. Борисов. Первые переселенцы соорудили пруд и установили водяную мельницу.
В 1920 году по официальным данным на хуторе Борисова Кичкиняшевской волости Белебеевского уезда Уфимской губернии было 3 двора и 19 жителей (8 мужчин, 11 женщин), по данным подворного подсчета — 13 чувашей в 2 хозяйствах и 4 татарина в 1 хозяйстве. К 1925 году число хозяйств увеличилось до 10.
В 1926 году деревня относилась к Шаранской укрупнённой волости Белебеевского кантона Башкирской АССР.
В 1929 году жители деревни вошли в коммуну, в 1933 году — в состав колхоза «Базы», в 1934 году — в колхоз «Самолёт». Жители построили молочную ферму, конный двор, овчарню, птицеферму, занимались кролиководством и пчеловодством.
В 1939 году в деревне Борисовка Триключёвского сельсовета Шаранского района 48 жителей (24 мужчины, 24 женщины). По данным на 1952 год Борисовка — уже посёлок.
В 1959 году в посёлке Триключанского сельсовета Шаранского района 135 жителей (62 мужчины, 73 женщины). После этого Триключанский сельсовет был переименован в Юновский.
В 1963 году сельсовет был включён в состав Туймазинского сельского района, с 1965 года — в составе Бакалинского, с 1967 года — вновь в Шаранском районе. В 1970 году в посёлке Борисовка Юношеского сельсовета было 154 человека (76 мужчин, 78 женщин).
В 1979 году в посёлке 107 человек (49 мужчин, 58 женщин). В 1989 году — 89 жителей (41 мужчина, 48 женщин).
В 1990 году Юношеский сельсовет вошёл в состав Мичуринского.
В 2002 году здесь жило 83 человека (43 мужчины, 40 женщин), чуваши (98 %).
В 2005 году посёлок вновь получил статус деревни.
В 2010 году в деревне проживало 82 человека (43 мужчины, 39 женщин).

## Население
| 2002 | 2009 | 2010 |
| ---- | ---- | ---- |
| 83   | ↘81  | ↗82  |

## Инфраструктура
Деревня электрифицирована (в 1966 году) и газифицирована, до недавнего времени действовала молочно-товарная ферма. Есть магазин и кладбище. Деревня входит в КФХ «Шаран-Агро».